# Karen Spencer
Karen Spencer is een personage uit de Amerikaanse soapserie The Bold and the Beautiful. De rol werd gespeeld door Joanna Johnson van 1991 tot 1994. Johnson speelde van 1987 tot 1990 de rol van Karens tweelingzus Caroline Spencer sr.. In april 2009 verscheen ze voor twee episodes na het overlijden van haar vader en vertelde toen ook over haar broer Bill, waarover eerder nooit gesproken werd. In november 2009 en juli 2011 keerde ze nog voor een aantal episodes terug. In 2012 maakt ze nogmaals haar opwachting. Ze heeft haar dochter vernoemd naar Caroline.

## Personagebeschrijving
Karen Spencer werd ontvoerd toen ze nog een baby was en groeide op in Texas onder de naam Faith Roberts. Ze verscheen in de serie enkele maanden na de dood van haar identieke tweelingzus Caroline.
Het was Margo Lynley, de vrouw van Karens vader Bill Spencer die ontdekte dat Caroline een tweelingzus had. Zij vertelde dit aan Blake Hayes, de ex-man van Taylor. Hij probeerde haar te vinden zodat ze het huwelijk van Ridge en Taylor kon verstoren zodat hij weer vrij spel had met Taylor. Faith ging gesluierd naar Ridge en toen ze deze afnam was Ridge in shock. Ze legde de situatie aan hem uit. Ridge begon gevoelens te krijgen voor haar maar toch hield zijn huwelijk met Taylor stand. Faith, die heel boers sprak nam nu terug haar eigen naam Karen aan en leerde accentloos spreken.
Thorne werd verliefd op Karen en ook zij kreeg gevoelens voor hem. Thorne’s tweede ex-vrouw Macy Alexander was echter ook nog steeds verliefd op Thorne en was furieus op Karen. Thorne woonde een tijdje samen met Karen en Macy. Karen besefte dat het niets kon worden en Macy en Thorne verzoenden zich. Karen werd dan verliefd op Connor Davis.
Sheila Carter, die vastbesloten was om Connor te vervangen als vertrouweling van Brooke Logan begon de vriendschap tussen Connor en Karen te onderzoeken. Nadat Sheila een liefdesbrief van Karen aan Connor kon onderscheppen greep ze haar kans. Ze lokte Brooke naar het appartement van Connor, waar ze hem zag kussen met Karen. Brooke, die verloofd was met Connor blies het huwelijk afen beëindigde ook haar vriendschap met Karen.
Karen en Connor verloofden zich maar nadat bleek dat Karen loog over haar zwangerschap liet Connor haar staan. Dan ging Karen voor enkele weken terug naar Texas, maar ze keerde nooit meer terug.